# Ballophilus ramirezi
Ballophilus ramirezi är en mångfotingart som beskrevs av Pereira, Foddai och Minelli 1997. Ballophilus ramirezi ingår i släktet Ballophilus och familjen Ballophilidae. Inga underarter finns listade i Catalogue of Life.